# اضطراب وظيفي
الاضطراب الوظيفي مصطلح شامل لمجموعة من الحالات الطبية التي يمكن التعرف عليها والتي ترجع إلى تغيرات في عمل أجهزة الجسم وليس بسبب مرض يؤثر على بنية الجسم.
الاضطرابات الوظيفية هي ظواهر شائعة ومعقدة تشكل تحديات للأنظمة الطبية. تقليديًا في الطب الغربي، يُعتقد أن الجسم يتكون من أنظمة أعضاء مختلفة، ولكن من غير المفهوم جيداً كيف تترابط أو تتواصل الأنظمة. يمكن أن تؤثر الاضطرابات الوظيفية على تفاعل العديد من أجهزة الأعضاء (على سبيل المثال الجهاز الهضمي أو الجهاز التنفسي أو الجهاز العضلي الهيكلي أو الجهاز العصبي) ما يؤدي إلى أعراض متعددة ومتغيرة. الأقل شيوعاً هو وجود عرض واحد بارز أو إصابة جهاز عضو.
يمكن أيضاً أن تحدث معظم الأعراض التي يسببها المرض البنيوي عن اضطراب وظيفي. لهذا السبب، غالباً ما يخضع الأفراد للعديد من الفحوصات الطبية قبل أن يكون التشخيص واضحاً. على الرغم من أن البحث ينمو لدعم النماذج التوضيحية للاضطرابات الوظيفية، فإن الفحوصات الهيكلية مثل التصوير بالرنين المغناطيسي أو الفحوصات المخبرية مثل اختبارات الدم لا تفسر عادةً الأعراض أو عبء الأعراض. غالباً ما أدت هذه الصعوبة في «رؤية» العمليات الكامنة وراء أعراض الاضطرابات الوظيفية إلى إساءة فهم هذه الحالات ووصمها أحياناً في الطب والمجتمع.
على الرغم من ارتباطها بإعاقة عالية، لا تشكل الأعراض الوظيفية تهديداً على الحياة، ويمكن تعديلها بالعلاج المناسب.

## تعريف
تُفهم الاضطرابات الوظيفية في الغالب على أنها حالات تتميز بما يلي:
الأعراض المستمرة والمزعجة.
المرتبطة بضعف أو إعاقة.
يرتبط الأساس الفيزيولوجي المرضي بمشاكل في أداء وتواصل أنظمة الجسم (على عكس الأمراض التي تؤثر على بنية الأعضاء أو الأنسجة).

## أمثلة
هناك العديد من التشخيصات المختلفة للاضطرابات الوظيفية التي يمكن أن تُعطى اعتماداً على الأعراض أو المتلازمة الأكثر إزعاجاً. هناك العديد من الأمثلة على الأعراض التي قد تواجهها الأفراد، ويشمل بعضها الألم المستمر أو المتكرر، والتعب، والضعف، وضيق التنفس، أو مشاكل في الأمعاء. يمكن وصف الأعراض الفردية بعلامة تشخيصية، على سبيل المثال «ألم وظيفي في الصدر» أو «إمساك وظيفي» أو «نوبات وظيفية». يمكن وصف المجموعات المميزة للأعراض بأنها واحدة من المتلازمات الجسدية الوظيفية. المتلازمة هي مجموعة من الأعراض. الجسد يعني «الجسم». تتضمن أمثلة المتلازمات الجسدية الوظيفية؛ متلازمة القولون العصبي، ومتلازمة التقيؤ الدوري، وبعض متلازمات التعب المستمر والألم المزمن، مثل الألم العضلي الليفي (الألم المزمن المنتشر)، أو آلام الحوض المزمنة. تشمل الأمثلة الأخرى التهاب المثانة الخلالي (طب المسالك البولية) والاضطراب العصبي الوظيفي (طب الأعصاب) والحساسية الكيميائية المتعددة (طب الحساسية).

## تداخل
تحدد معظم التخصصات الطبية المتلازمة الجسدية الوظيفية الخاصة، وقد ينتهي الأمر بالمريض بالعديد من هذه التشخيصات دون فهم كيفية ارتباطها. هناك تداخل في الأعراض بين جميع تشخيصات الاضطراب الوظيفي. على سبيل المثال، من غير المألوف أن يكون لديك تشخيص لمتلازمة القولون العصبي (IBS) والألم المزمن المنتشر (الألم العضلي الليفي). تشترك جميع الاضطرابات الوظيفية في عوامل الخطر والعوامل التي تساهم في استمرارها. يتعرف الباحثون والأطباء بشكل متزايد على العلاقات بين هذه المتلازمات.

## المصطلحات والتصنيف
كانت مصطلحات الاضطرابات الوظيفية محفوفة بالارتباك والجدل، مع استخدام العديد من المصطلحات المختلفة لوصفها. في بعض الأحيان، يجري ربط الاضطرابات الوظيفية أو الخلط بينها وبين تشخيصات من فئة «الاضطرابات الجسدية» أو «الأعراض غير المبررة طبياً» أو «الأعراض النفسية» أو «اضطرابات التحويل». لم يعد يُنظر إلى العديد من المصطلحات التاريخية على أنها دقيقة، ويعدها الكثيرون وصمة عار.
اعتبرت الأمراض النفسية تاريخياً أيضاً اضطرابات وظيفية في بعض أنظمة التصنيف، لأنها غالباً ما تستوفي المعايير المذكورة أعلاه. من الآن فصاعداً، تشير هذه المقالة في المقام الأول إلى الاضطرابات الجسدية الوظيفية التي تُفهم فيها الأعراض الأولية المزعجة عموماً على أنها مرتبطة بالجسم. يعتمد ما إذا كانت حالة طبية معينة تسمى اضطراباً وظيفياً جزئياً على حالة المعرفة. صُنفت بعض الأمراض، مثل الصرع، تاريخياً على أنها اضطرابات وظيفية ولكنها لم تعد تُصنف على هذا النحو.

## انتشار
يمكن أن تؤثر الاضطرابات الوظيفية على الأفراد من جميع الأعمار والمجموعات العرقية والخلفيات الاجتماعية والاقتصادية. في المجموعات السريرية، تعد الاضطرابات الوظيفية شائعة ووجد أنها موجودة في نحو ثلث الاستشارات في كل من الممارسة المتخصصة والرعاية الأولية. الدورات المزمنة للاضطرابات شائعة وترتبط بإعاقة عالية واستخدام الرعاية الصحية والتكاليف الاجتماعية.
تختلف المعدلات في عدد السكان السريري مقارنةً بعموم السكان، وتختلف وفقاً للمعايير المستخدمة لإجراء التشخيص. على سبيل المثال، يُعتقد أن متلازمة القولون العصبي تؤثر على 4.1٪، وأن الـ فيبروميالغيا تؤثر على 0.2-11.4٪ من سكان العالم.
أظهرت دراسة حديثة أجريت على عينات السكان في الدنمارك ما يلي: في المجموع، أبلغ 16.3٪ من البالغين عن أعراض تفي بمعايير متلازمة جسدية وظيفية واحدة على الأقل، و 16.1٪ استوفوا معايير متلازمة الضائقة الجسدية.

## تشخيص
عادة ما يُشخص الاضطراب (الاضطرابات) الوظيفية في بيئة الرعاية الصحية في أغلب الأحيان من قبل الطبيب - يمكن أن يكون طبيب رعاية أولية أو طبيب أسرة أو طبيب مستشفى أو اختصاصي في مجال الطب النفسي الجسدي أو استشاري - طبيب اتصال. يلعب طبيب الرعاية الأولية أو طبيب الأسرة دوراً مهماً بشكل عام في تنسيق العلاج مع طبيب رعاية ثانوية إذا لزم الأمر.
```
التشخيص سريري بشكل أساسي، إذ يجري الطبيب فحصًا طبيًا شاملًا وتاريخ الصحة العقلية والفحص البدني. يجب أن يعتمد التشخيص على طبيعة الأعراض الظاهرة، وهو «قاعدة يوجد» بدلاً من تشخيص «استبعاد» وهذا يعني أنه يعتمد على وجود أعراض وعلامات إيجابية تتبع نمطاً مميزاً. عادة ما تكون هناك عملية تفكير سريري للوصول إلى هذه النقطة وقد يتطلب التقييم عدة زيارات، من الناحية المثالية مع نفس الطبيب.
```